# Gedser
Gedser [ˈgɛsəʀ] är en ort på ön Falster i Danmark. Administrativt tillhör Gedser Region Sjælland och Guldborgsunds kommun. Gedsers hamn har färjetrafik till Tyskland. Orten är Danmarks sydligaste bosättning. Gedser har 717 invånare (2017).
Gedser Odde strax söder om hamnen är Danmarks och Nordens sydligaste punkt, 54°33′32″N 11°58′10″Ö / 54.55889°N 11.96944°Ö. Udden är ur ornitologiskt perspektiv en mycket viktig plats för allehanda flyttfåglar under höstflyttningen.

## Geografi
Gedser är en viktig hamn för vägfarande från Skandinavien till Berlin och övriga delar av östra Tyskland, samt Tjeckien, Österrike med flera länder. Färjelinjen mellan Gedser och tyska Warnemünde var (tillsammans med Trelleborg-Sassnitz) den viktigaste färjeförbindelsen mellan Skandinavien och Tyskland. Under Östtysklands existens uppkom dock nya rutter till Västtyskland, men färjelinjen till Östtyskland fortsatte likväl. Efter kommunismens fall förlängdes färjerutten något längre in i den tyska hamnen, och bytte då namn till dagens Gedser–Rostock.
Stationsbyggnaden har fått behålla sin gamla stil och därför var den en perfekt plats för inspelningen av några scener av den klassiska danska TV-serien Matador.

## Historia
Järnvägssträckan Orehoved - Nykøbing Falster invigdes 1872, järnvägsfärjelinjen Masnedø - Orehoved 1884, järnvägssträckan Nykøbing Falster - Gedser 1886 och postångarlinjen Gedser - Warnemünde samma år. 1903 blev denna till en järnvägsfärjelinje, och 1937 ersattes järnvägsfärjelinjen Masnedø - Orehoved av Storströmsbron. Denna sträcka tog hand om den livliga tågtrafiken mellan Köpenhamn och Berlin via Warnemünde nära Rostock.
Efterkrigstidens indelning av Tyskland gjorde dock att Gedsers sjötrafik i stor utsträckning gick till DDR och de andra östländerna, åtminstone efter det att färjelinjen Rödby–Puttgarden invigdes 1963. Före 1963 gick en färja till Grossenbrode söder om ön Fehmarn. I och med Tysklands återförening har hamnen åter fått en liten renässans. Persontrafiken på järnväg är nedlagd sedan årsskiftet 2009/2010.
Gedser ligger sedan 1 januari 2007 i Guldborgsund kommun (tidigare Sydfalster kommun).

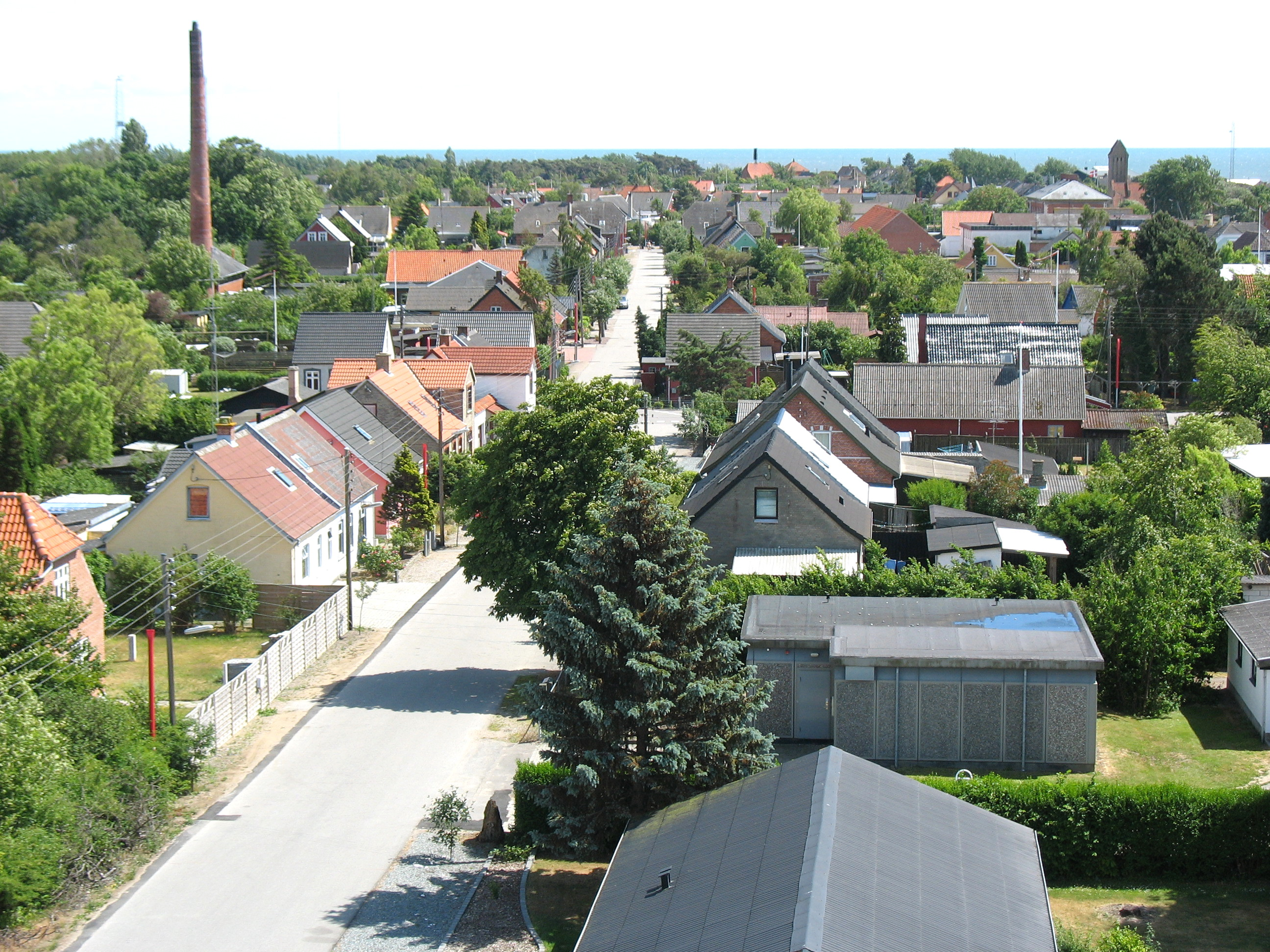
Gedser
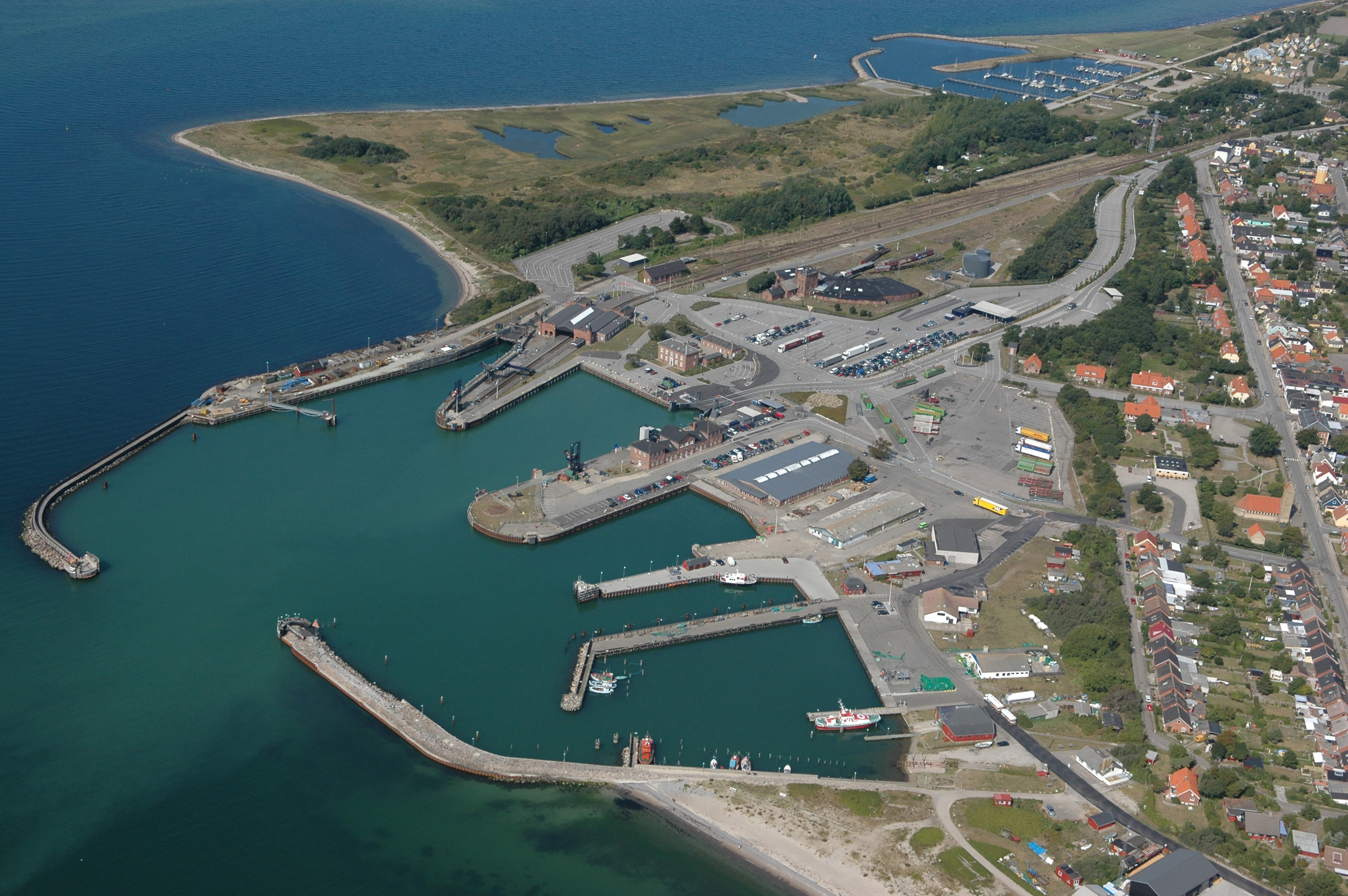
Gedser hamn
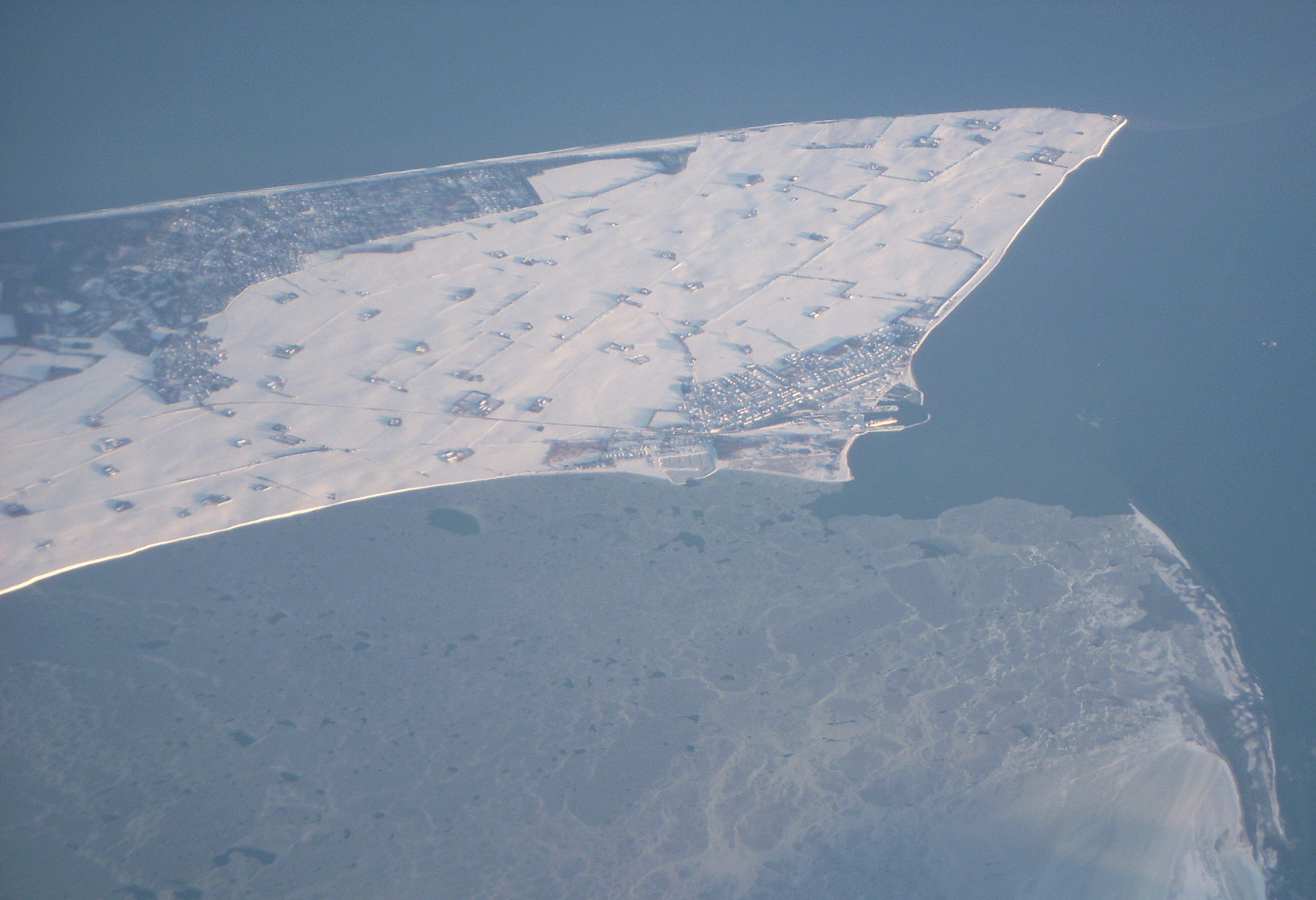
Falsters sydligaste punkt med Gedser färjehamn i december 2010